# Pogled, Moravče
Pogled je vas v Občini Moravče. Leži na Gorenjskem, spadajo pa v Osrednjeslovensko statistično regijo.

## Etimologija
Vas je prvič omenjena 6. decembra 1340, ko je Gizela Blagoviška za hčer Elizabeto dala samostanu v Mekinjah eno kmetijo na Pogledu "Puogled" ter dve v Moravčah. 29. septembra naslednjega leta je Nikolaj Nusperger prodal desetino od 11 kmetij v obeh Soteskah, Borštu, Hrastju in Pogledu, ki je bil fevd oglejskega patriarha. V listinah 29. novembra 1342 se kraj dvakrat različno imenuje "Puogled" in "Poygled". Vas je dobila ime po svoji višji geografski legi z razgledom na Moravško dolino.